# シロキサン

シロキサン単位

シロキサン（英語 siloxane）は、ケイ素と酸素を骨格とする化合物で、Si-O-Si結合（シロキサン結合）を持つものの総称である。語源はsilicon、oxygen、alkaneから。一般式は、R3SiO-(R2SiO)n-SiR3
非常にありふれた天然化合物である二酸化ケイ素に類似するが、シランの重合などによる合成化合物である。

## 概要
シロキサン結合については、
- 結合エネルギーが炭素-炭素結合の1.25倍と大きい
- 結合角が直線ではないため分極し、水素結合を生じる

などの特徴があるが、非置換の低分子化合物は不安定で酸化されやすい。しかし、Rがアルキル基などで置換された有機シロキサン（organo siloxane）化合物は概ね安定である。
- ジシロキサン H3SiOSiH3 沸点-15.2℃、無色・無臭の発煙性ガス。酸素と激しく反応し、常温でも爆発する
- 1,1,3,3-テトラメチルジシロキサン (CH3)2HSiOSiH(CH3)2 沸点71℃、引火性が高く蒸気は爆発性を持つ（危険物）
- ヘキサメチルジシロキサン (CH3)3SiOSi(CH3)3 沸点99.5℃、無色・無臭の液体。空気中でも安定

さらにシロキサン結合が長く連なり高分子となった有機ポリシロキサンが、産業上重要なシリコーンである。
炭素分子同様に分枝や環構造を形成し、直鎖化合物の場合、nが2000以下では油状、5000以上でゴム状となり、分枝やアリール基による置換を多く持つものは樹脂の性質を備える。